# Prennegatan
Prennegatan är en av de äldre gatorna i södra delen av Lunds stadskärna i Lund, dock ej från medeltiden. Den ligger i tidigare Vårfru rote, i den sydöstra delen av stadskärnan och går mellan Stora Tvärgatan och den medeltida stadsvallen, numera Södra Esplanaden.
Namnet kommer från Prennelyckan, som låg i gatans förlängning utanför innerstaden, på andra sidan av en trolig öppning i vallen efter medeltiden. Prennelyckan hade i sin tur namn efter en borgarsläkt i Lund vid namn Pren. Namnet Prenasträtet finns belagt från 1783. Dessförinnan finns namnet Wädermöllegatan belagt från 1669. Varianter på namnet över åren har varit Prennesträtet, Prenegränd, och från 1875 Prennegatan.
Prennegatan utgör den västra gränsen för området Nya stan, oftast kallad Nöden, som bebyggdes som en arbetarstadsdel när Lunds befolkning växte på 1870-talet. Mellan Prennegatan, Stora Tvärgatan och nuvarande Södra Esplanaden låg då Ripas äng.
Under en period bodde många judiska invandrare i Nöden, och bland annat på Prennegatan fanns hus som då fungerade som synagoga. På närbelägna Lilla Södergatan låg det sista huset som kom att fungera som synagoga. Det revs 1979. 
Prennegatan är ungefär 260 meter lång. Den delas av Korsgatan, som anlades på 1870-talet och dess förlängning västerut Helgeandsgatan, som lades ut 1939.
Vid östra sidan ligger idag kvarteren Gärdet och Bommen, och på den västra sidan kvarteren Repslagaren och Gernandtskalyckan. I kvarteret Repslagaren, med kontorshus mot Stora Södergatan, låg från tidigt 1800-tal Svenska Bindgarnsfabriken med tillverkning av bindgarn. Efter en omfattande brand i fabriken 1946, flyttades tillverkningen successivt till Malmö, medan kvarvarande lokaler i Lund på 1950-talet utnyttjades av hantverkarfirmor. Åren 1979–1981 uppfördes i detta fabrikskvarter bostadshus för HSB-bostadsrättsföreningen Bindgarnet. Bindgarnsfabrikens tidigare kontorshus vid Stora Södergatan 39, som uppfördes 1889, står dock kvar.
I nuvarande kvarteret Gernandtskalyckan, bildat 1939, hade under 1800-talets första hälft akademiträdgårdsmästaren Johannes Gernandt en stor trädgård. Lunds medeltida sjukhus, Helgeandshuset, hade sina längor och sin kyrka vid Stora Södergatans östra sida i det tidigare storkvarterets sydligaste del, i nuvarande kvarteret Hospitalsträdgården.
Vid norra ändan av Prennegatan, vid Stora Tvärgatan, låg under medeltiden Heligkorskyrkan.
Prennegatans norra ända låg i det område som berördes av projektet Södra centrumleden på 1960-talet med en fyrfilig motorled i öst-västlig riktning genom Lunds stadskärna.

## Bildgalleri

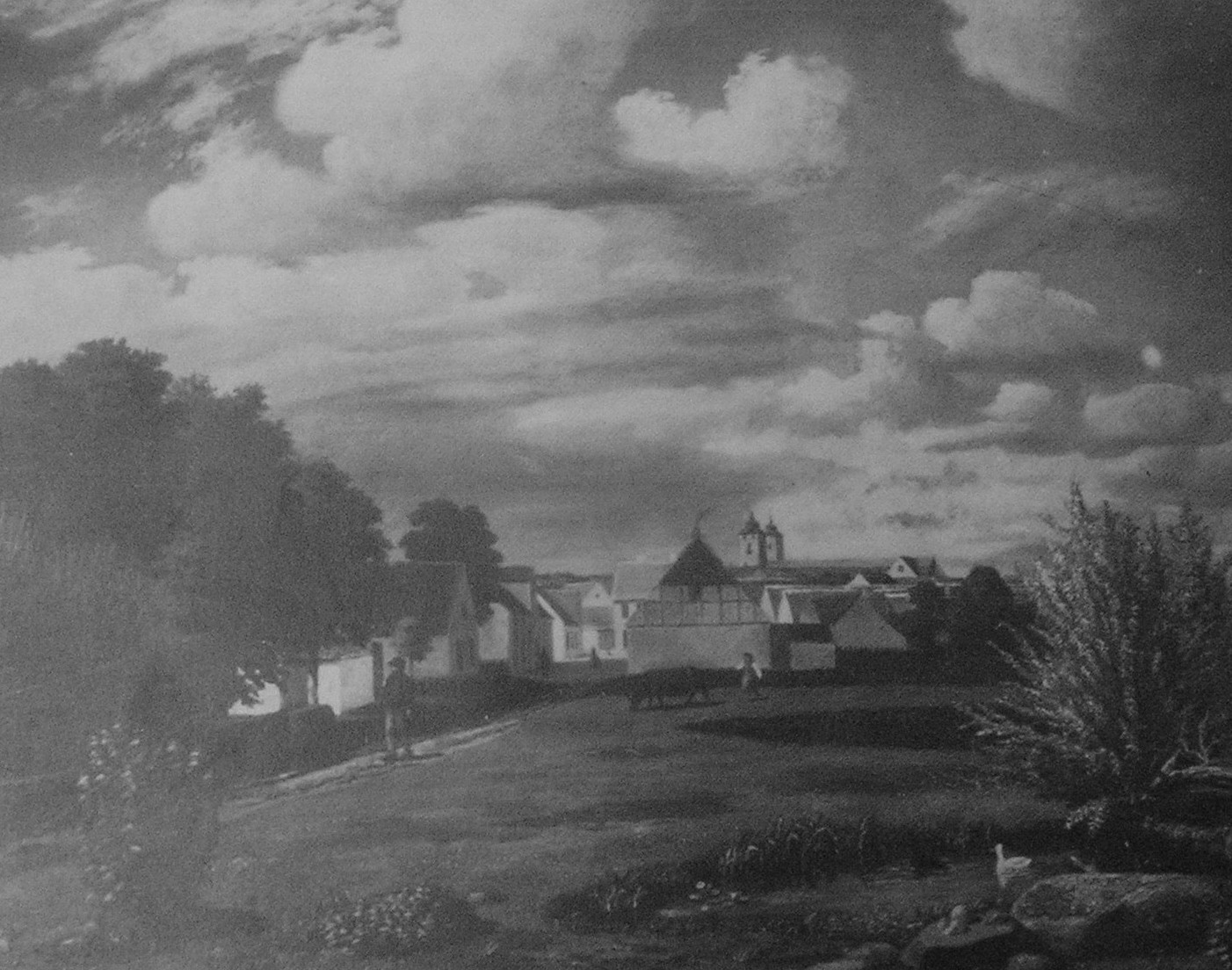
Prennegatan norrut,1864